# Алм
Алм (Альм, Ольм, др.-греч. Ἅλμος) — персонаж древнегреческой мифологии. Сын Сизифа. Прибыл на поселение в Орхомен, царь Этеокл дал ему небольшую область, посёлок Альмоны, который позже стал называться Ольмоны. Его дочери Хрисогения (бабушка Миния) и Хриса (мать Флегия).
- Также имя Валму (Алм) носит царь Вилусы (согласно хеттским текстам), преемник Алаксандуса[4].